# Truyện slash

Dấu gạch chéo (slash) mang tính biểu tượng, được dùng để phân tách hai cái tên trong việc ghép cặp lãng mạn, mà từ đó tên gọi "truyện slash" ra đời.

Truyện slash là một dạng fan fiction tập trung vào mối quan hệ tình cảm hoặc tình dục giữa các nhân vật giả tưởng có cùng giới tính.